# North Bund Tower
O North Bund Tower é um arranha-céus em construção na parte norte de Bund, o distrito histórico de Shanghai. De acordo com o site SkyscraperPage.com, a proposta inicial era de que a torre tivesse 388 metros, posteriormente a altura foi reduzida para 260 m, e o terceiro e final design elevou a altura para 297.3 metros.